# Aluminijev oksid
Aluminijev oksid kemijski je spoj aluminija i kisika s kemijskom formulom Al2O3. To je najčešći od nekoliko aluminijevih oksida, a posebno je identificiran kao aluminijev (III) oksid. Obično se naziva aluminijev oksid, a može se zvati i aloksid, aloksit ili alundum ovisno o određenim oblicima ili primjenama. Prirodno se javlja u svojoj kristalnoj polimorfnoj fazi α-Al2O3 kao mineral korund, čije vrste tvore dragocjeno kamenje rubin i safir. Al2O3 značajan je u svojoj upotrebi za proizvodnju metala aluminija, kao abraziv zbog svoje tvrdoće i kao vatrostalni materijal zbog svoje visoke točke taljenja.

## Pojavljivanje u prirodi
Korund je najčešći prirodni kristalni oblik aluminijevog oksida. Rubini i safiri su oblici korunda kvalitete dragulja, koji svoje karakteristične boje duguju tragovima nečistoća. Rubinima karakterističnu tamnocrvenu boju i lasersku kvalitetu daju tragovi kroma. Safiri dolaze u različitim bojama koje daju razne druge nečistoće, kao što su željezo i titan. Izuzetno rijedak, δ oblik, javlja se kao mineral deltalumit.

## Svojstva
Al2O3 električni izolator, ali ima relativno visoku toplinsku vodljivost (30 Wm−1K−1) za keramički materijal. Aluminijev oksid netopiv je u vodi. U kristalnom obliku koji se najčešće pojavljuje, zvanom korund ili α-aluminijev oksid, njegova tvrdoća čini ga prikladnim za upotrebu kao abraziv i kao komponenta u alatima za rezanje.
Aluminij oksid odgovoran je za otpornost metalnog aluminija na vremenske utjecaje. Metalni aluminij vrlo je reaktivan s atmosferskim kisikom, a tanki pasivacijski sloj aluminijevog oksida (4 nm debljine) nastaje na bilo kojoj izloženoj aluminijskoj površini u nekoliko stotina pikosekundi. Ovaj sloj štiti metal od daljnje oksidacije. Debljina i svojstva ovog oksidnog sloja mogu se poboljšati postupkom koji se naziva eloksiranje. Brojne legure, kao što su aluminijske bronce, iskorištavaju ovo svojstvo uključivanjem dijela aluminija u leguri radi povećanja otpornosti na koroziju. Aluminijev oksid koji nastaje anodizacijom obično je amorfan, ali oksidacijski procesi potpomognuti pražnjenjem, kao što je elektrolitička oksidacija plazme, rezultiraju značajnim udjelom kristalnog aluminijevog oksida u premazu, povećavajući njegovu tvrdoću.
Aluminijev oksid skinut je s popisa kemikalija Agencije za zaštitu okoliša Sjedinjenih Država 1988. Aluminijev oksid na popisu je EPA-e za ispuštanje toksičnih tvari ako je u obliku vlakana.

### Amfoterna priroda
Aluminijev oksid amfoterna je tvar, što znači da može reagirati i s kiselinama i s bazama, kao što su fluorovodična kiselina i natrijev hidroksid, djelujući kao kiselina s bazom i baza s kiselinom, neutralizirajući drugu i stvarajući sol.
Al2O3 + 6 HF → 2 AlF<sub id="mwfg">3</sub> + 3 H2O
Al2O3 + 2 NaOH + 3 H2O → 2 NaAl(OH)4 (natrijev aluminat)

## Struktura
Najčešći oblik kristalnog aluminijevog oksida poznat je kao korund, koji je termodinamički stabilan oblik. Ioni kisika tvore gotovo heksagonalnu zbijenu strukturu s aluminijskim ionima koji ispunjavaju dvije trećine oktaedarskih međuprostora. Svaki Al3+ centar je oktaedaran. U smislu svoje kristalografije, korund usvaja trigonalnu Bravaisovu rešetku s prostornom grupom od R3c (broj 167 u međunarodnim tablicama). Primitivna ćelija sadrži dvije formulske jedinke aluminijevog oksida.
Aluminijev oksid također postoji u drugim metastabilnim fazama, uključujući kubične γ i η faze, monokliničku θ fazu, heksagonalnu χ fazu, ortorombnu κ fazu i δ fazu koja može biti tetragonalna ili ortorombna. Svaki od njih ima jedinstvenu kristalnu strukturu i svojstva. Kubični γ-Al2O3 ima važne tehničke primjene. Takozvani β-Al2O3 pokazao se kao NaAl11O17.
Otopljeni aluminijev oksid u blizini temperature taljenja otprilike je 2/3 tetraedarski (tj. 2/3 Al je okruženo s 4 susjeda kisika), a 1/3 5-koordiniran, s vrlo malo (<5%) prisutnog oktaedranog Al-O. Oko 80% atoma kisika dijeli se na tri ili više Al-O poliedara, a većina međupoliedarskih veza dijeli kutove, a preostalih 10-20% dijeli rubove. Raspad oktaedara pri taljenju popraćen je relativno velikim povećanjem volumena (~33%), gustoća tekućine blizu točke taljenja je 2,93 g/cm 3. Struktura rastaljenog aluminija ovisi o temperaturi i udio 5- i 6-erostrukog aluminija raste tijekom hlađenja (i superhlađenja), smanjujući tetraedarske AlO4 jedinice, približavajući se lokalnim strukturnim rasporedima pronađenim u amorfnoj alumini.

## Proizvodnja
Minerali aluminijevog hidroksida glavna su komponenta boksita, glavne rude aluminija. Mješavina minerala sadrži rudu boksita, uključujući gibzit (Al(OH)3), bemit (γ-AlO(OH)) i dijaspore (α-AlO(OH)), zajedno s nečistoćama željeznih oksida i hidroksida, kvarca i minerala gline. Boksiti se nalaze u lateritima. Boksit se pročišćava Bayerovim postupkom:
Al2O3 + H2O + NaOH → NaAl(OH)4
Al(OH)3 + NaOH → NaAl(OH)4
Osim SiO2, ostale komponente boksita se ne otapaju u bazi. Nakon filtriranja osnovne smjese, Fe2O3 se uklanja. Kada se Bayerova tekućina ohladi, Al(OH)3 precipitira, ostavljajući silikate u otopini.
NaAl(OH)4 → NaOH + Al(OH)3
Čvrsti Al(OH)3 zatim se kalcinira (zagrije na preko 1100°C) da se dobije aluminijev oksid:
2 Al(OH)3 → Al2O3 + 3 H2O
Produkt aluminijeva oksida obično je višefazni, tj. sastoji se od nekoliko faza aluminijevog oksida, a ne samo od korunda. Proizvodni proces stoga se može optimizirati za proizvodnju produkta po mjeri. Vrsta prisutnih faza utječe, na primjer, na topljivost i strukturu pora aluminijevog oksida, što zauzvrat utječe na cijenu proizvodnje aluminija i kontrolu onečišćenja.

## Primjene
Poznat kao alfa aluminijev oksid u zajednicama znanosti o materijalima ili alundum (u stopljenom obliku) ili aloksit u rudarskim i keramičkim zajednicama, aluminijev oksid nalazi široku primjenu. Godišnja svjetska proizvodnja aluminijevog oksida u 2015. iznosila je približno 115 milijuna tona, od čega se preko 90% koristi u proizvodnji metalnog aluminija. Glavna upotreba specijalnih aluminijskih oksida je u vatrostalnim materijalima, keramici, poliranju i abrazivnim primjenama. Velike tonaže aluminijevog hidroksida, iz kojeg se dobiva glinica, koriste se u proizvodnji zeolita, premaznih titanijevih pigmenata i kao usporivač požara/suzbijač dima.
Više od 90% proizvedenog aluminijevog oksida, obično nazvanog Smelter Grade Alumina (SGA), troši se za proizvodnju aluminija, obično Hall-Héroultovim postupkom. Ostatak, koji se obično naziva specijalnim aluminijem, koristi se u raznim primjenama koje odražavaju njegovu inertnost, temperaturnu otpornost i električnu otpornost.

### Punila
Budući da je prilično kemijski inertan i bijel, aluminij oksid najbolje je punilo za plastiku. Aluminijev oksid čest je sastojak krema za sunčanje, a ponekad je prisutan i u kozmetici kao što su rumenilo, ruž za usne i lak za nokte.

### Staklo
Mnoge formulacije stakla imaju aluminijev oksid kao sastojak. Aluminosilikatno staklo uobičajena je vrsta stakla koja često sadrži 5% do 10% alumina.

### Kataliza
Aluminijev oksid katalizira razne reakcije koje su korisne u industriji. U svojoj najvećoj primjeni, aluminijev oksid katalizator je u Clausovom procesu za pretvaranje otpadnih plinova sumporovodika u elementarni sumpor u rafinerijama. Također je koristan za dehidraciju alkohola u alkene.
Aluminijev oksid služi kao potpora katalizatora za mnoge industrijske katalizatore, poput onih koji se koriste u hidrodesulfurizaciji i nekim Ziegler-Natta polimerizacijama.

### Pročišćavanje plina
Aluminijev oksid naširoko se koristi za uklanjanje vode iz plinskih tokova.

### Abraziv
Aluminij oksid koristi se zbog svoje tvrdoće i čvrstoće. Njegov prirodni oblik, korund, ima 9 na Mohsovoj ljestvici mineralne tvrdoće (odmah ispod dijamanta). Široko se koristi kao abraziv, uključujući i kao mnogo jeftiniju zamjenu za industrijski dijamant. Mnoge vrste brusnog papira koriste kristale aluminij oksida. Osim toga, njegovo nisko zadržavanje topline i niska specifična toplina čine ga širokom primjenom u operacijama brušenja, posebno u alatima za rezanje. Kao praškasti abrazivni mineral aloksit, glavna je komponenta, zajedno sa silicijevim dioksidom, "krede" vrha štapova koja se koristi u biljaru. Aluminijev oksidni prah koristi se u nekim setovima za poliranje CD-a/ DVD-a i popravak ogrebotina. Njegove kvalitete poliranja također stoje iza njegove upotrebe u pasti za zube. Također se koristi u mikrodermoabraziji, kako u strojnom procesu dostupnom preko dermatologa i estetičara, tako i kao ručni dermalni abraziv koji se koristi prema uputama proizvođača.

### Boja
Pahuljice aluminijevog oksida koriste se u bojama za reflektirajuće dekorativne efekte, kao što su u automobilskoj ili kozmetičkoj industriji. 

### Kompozitna vlakna
Aluminijev oksid koristi se u nekoliko eksperimentalnih i komercijalnih vlaknastih materijala za primjene visokih performansi (npr. Fiber FP, Nextel 610, Nextel 720). Posebno su nanovlakna od aluminijevog oksida postala područje interesa istraživanja.

### Oklop
Neke pancirke koriste se keramičkim pločicama od aluminijevog oksida, obično u kombinaciji s aramidnom ili UHMWPE podlogom kako bi se postigla učinkovitost protiv većine prijetnji puškama. Keramički oklop od aluminijevog oksida lako je dostupan većini civila u područjima gdje je legalan, ali se ne smatra vojnom oklopom.

### Zaštita od abrazije
Aluminijev oksid može se uzgajati kao premaz na aluminiju eloksiranjem ili plazma elektrolitičkom oksidacijom. I tvrdoća i karakteristike otpornosti na habanje premaza potječu od visoke čvrstoće aluminijevog oksida, ali porozni sloj premaza proizveden konvencionalnim postupcima anodizacije istosmjernom strujom unutar je raspona tvrdoće C po Rockwellu od 60-70 koji je usporediv samo s otvrdnute legure ugljičnog čelika, ali znatno inferiornije u odnosu na tvrdoću prirodnog i sintetičkog korunda. Umjesto toga, s plazma elektrolitičkom oksidacijom, premaz je porozan samo na površinskom sloju oksida, dok su niži oksidni slojevi mnogo kompaktniji nego kod standardnih DC postupaka anodizacije i imaju veću kristalnost zbog ponovnog topljenja i zgušnjavanja oksidnih slojeva kako bi se dobio α-Al2O3 klasteri s mnogo većim vrijednostima tvrdoće premaza oko 2000 tvrdoće po Vickersu. 
Aluminijev oksid koristi se za proizvodnju pločica koje su pričvršćene unutar vodova za gorivo u prahu i cijevi za dimne plinove u elektranama na ugljen kako bi se zaštitila područja visokog trošenja. Nisu prikladne za područja s velikim udarnim silama jer su ove pločice lomljive i osjetljive na udare.

### Električna izolacija
Aluminijev oksid je električni izolator koji se koristi kao supstrat (silicij na safiru) za integrirane krugove, ali i kao tunelska barijera za izradu supravodljivih uređaja kao što su tranzistori s jednim elektronom i supravodljivi uređaji za kvantne interferencije (SQUID-ovi).
Za njegovu primjenu kao električnog izolatora u integriranim krugovima, gdje je konformni rast tankog filma preduvjet, a preferirani način rasta je taloženje atomskog sloja, Al2O3 filmovi mogu se pripremiti kemijskom izmjenom između trimetilaluminija (Al(CH3)3) i H2O:
2 Al(CH3)3 + 3 H2O → Al2O3 + 6 CH4
H2O u gornjoj reakciji može se zamijeniti ozonom (O3) kao aktivnim oksidansom i tada se odvija sljedeća reakcija:
2 Al(CH3)3 + O3 → Al2O3 + 3 C2H6
Al2O3 filmovi pripremljeni korištenjem O3 pokazuju 10-100 puta manju gustoću propuštanja struje u usporedbi s onima pripremljenim s H2O.
Aluminijev oksid, kao dielektrik s relativno velikim razmakom u pojasu, koristi se kao izolacijska barijera u kondenzatorima.

### Ostale primjene
U rasvjeti, prozirni aluminijev oksid koristi se u nekim svjetiljkama s natrijevom parom. Aluminijev oksid također se koristi za pripremu suspenzija premaza u štednim žaruljama.
U kemijskim laboratorijima, aluminijev oksid je medij za kromatografiju, dostupan u bazičnim (pH 9,5), kiselim (pH 4.5 kada je u vodi) i neutralnim formulacijama.
Zdravstvene i medicinske primjene uključuju ga kao materijal pri zamjeni kuka i u kontracepcijskim pilulama.
Koristi se kao scintilator i dozimetar za zaštitu od zračenja i primjenu u terapiji zbog svojih optički stimuliranih svojstava luminescencije. 
Izolacija za visokotemperaturne peći često se proizvodi od aluminijevog oksida. Ponekad izolacija ima različite postotke silicijevog dioksida ovisno o temperaturnoj ocjeni materijala. Izolacija se može izraditi u obliku pokrivača, ploča, opeke i labavih vlakana za različite zahtjeve primjene.
Također se koristi za izradu izolatora svjećica.
Koristeći postupak plazma raspršivanja i pomiješan s titanijom, nanosi se na kočionu površinu nekih naplataka bicikla kako bi se osigurala otpornost na habanje i trošenje. 
Većina keramičkih dijelova na štapovima za pecanje kružni su prstenovi izrađeni od aluminijevog oksida. 
U svom najfinijem praškastom (bijelom) obliku, nazvanom dijamantin, aluminijev oksid koristi se kao vrhunski abraziv za poliranje u urastvu i izradi satova.
Aluminijev oksid također se koristi u premazivanju nosača u industriji motokrosa i brdskih bicikala. Ovaj premaz je u kombinaciji s molibdendisulfatom kako bi se osiguralo dugotrajno podmazivanje površine.

## Vanjske poveznice
- CDC - NIOSH džepni vodič za kemijske opasnosti